# AMC 35

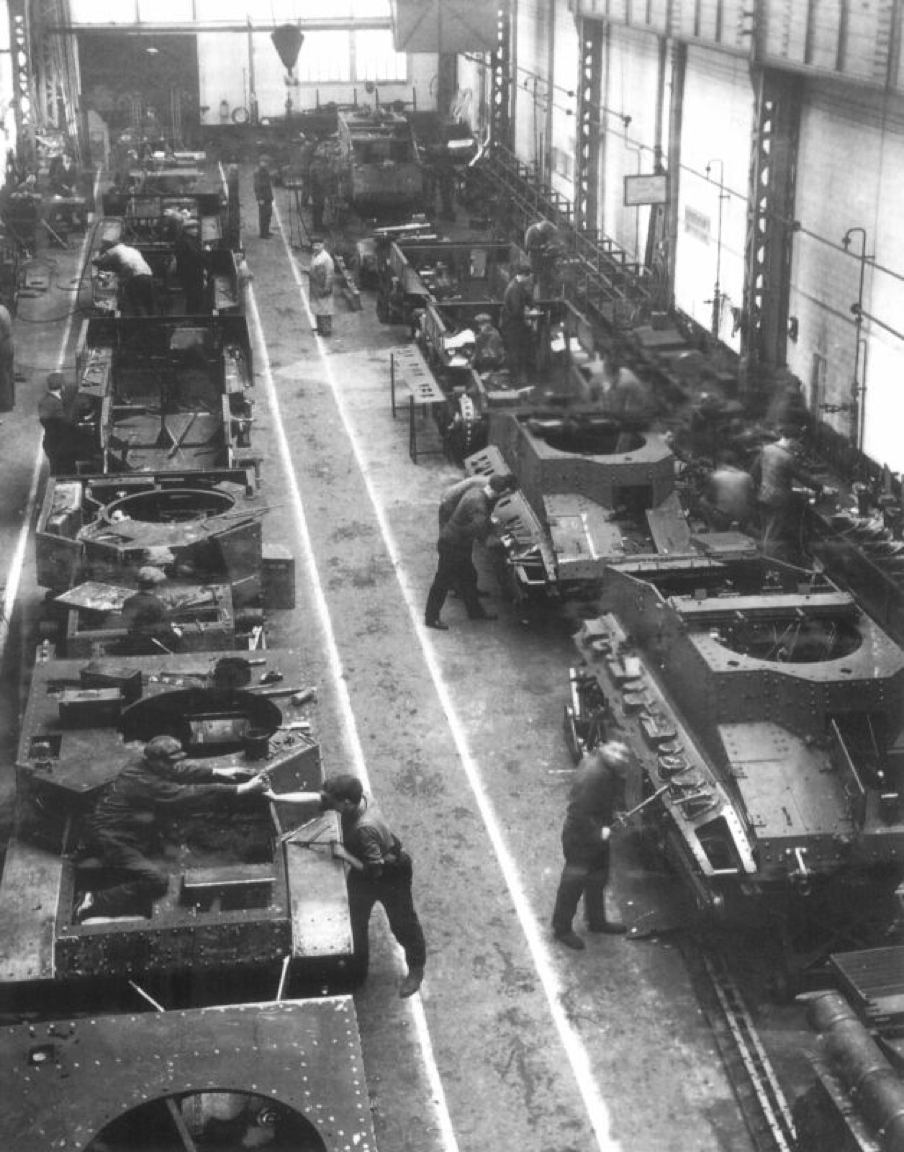
Ligne de production de chars AMC 35 en 1935 dans l’atelier de construction d'Issy-les-Moulineaux, alors encore propriété de Renault.

L'AMC 35 (de Automitrailleuse de combat Renault modèle 1935), aussi connu sous le nom de Renault ACG-1, était un char moyen français développé dans les années 1930, soit vers la fin de l'entre-deux-guerres. Il servit durant la Seconde Guerre mondiale.
Il a été produit dans l'usine Renault d'Issy-les-Moulineaux et a été développé en raison du changement des spécifications qui avaient mené à la conception de l'AMC 34, exigeant un véhicule non seulement bien armé mais également bien blindé. 
Du fait de problèmes financiers et économiques, la production a été retardée et limitée. La Belgique fut la seule utilisatrice de ce char dans des unités actives avant la guerre. L'AMC 35 était l'un des seuls chars français de l'époque comportant une tourelle pour deux hommes, avec le char FCM 2C (qui pouvait embarquer trois hommes dans sa tourelle). Ce fut le seul en revanche à connaître une utilisation opérationnelle. 

## Développement et production
Renault a développé l'AMC 34 selon les caractéristiques du plan de 1931. Le 26 juin 1934, ceux-ci ont été changés : on exige maintenant que le véhicule atteigne une vitesse maximale de 50 km/h et qu'il soit immunisé contre les armes à feu antichars. Le 7 mars 1936, un nouveau prototype a été fourni par Renault, qui a demandé que le véhicule soit accepté s'il répondait aux nouvelles caractéristiques. Après tout, l'AMC 34 avait été accepté pour la production alors qu'il ne présentait que de légers changements. L'institution faisant alors autorité en la matière, la Commission de Vincennes, s'est montrée méfiante cependant, du fait du changement de l'appellation d'usine, passant de Renault YR à Renault ACG. Quand la commission a inspecté le prototype le 9 mars, les représentants du constructeur précisent que le prototype est d'une conception complètement nouvelle. En conséquence, un programme d'essais est lancé, et il s'achève le 27 novembre. À cette date, la commission a jugé que, en dépit de nombreux changements, le modèle était encore inadapté pour le service à cause de son manque de fiabilité mécanique. Toutefois, au printemps suivant, inquiétée par la remilitarisation de la Rhénanie, la commission passe une première commande de dix-sept véhicules. Plus tard, elle passe à 50 unités. Pour des raisons politiques, la commission n'a pas osé décommander, elle a accepté le modèle ; notant tout de même qu'il serait fortement recommandé d'examiner les modèles et de les tester avant de les recommander. Le premier véhicule de la cavalerie française a été reçu le 1er novembre 1938.

### Production
L'armée belge passe commande pour vingt-cinq caisses d'AMC 34 à Renault le 13 septembre 1935, à un prix unitaire de 360 000 francs français, et aussi pour des tourelles APX2 à livrer à Batignolles-Châtillon. Le montant total de la commande atteint 18,5 millions de francs belges. Les caisses livrées sont définies comme étant des coques « de deuxième série », c'est-à-dire des caisses d'AMC 35, par opposition à l'AMC 34. Leur livraison était censée débuter en octobre 1935. Cependant, c'est lors de ce mois-ci que Renault a commencé la production de l'AMC 34 d'origine ; jusqu'à présent il ne pouvait pas fabriquer la version améliorée[réf. nécessaire]. En décembre 1936, la division militaire de Renault est nationalisée et restructurée, devenant la nouvelle usine AMX. Des problèmes technologiques, financiers et sociaux ont donné lieu à des retards de livraison lors de la même année. Comme les commandes militaires importantes étaient devenus rares, le projet est devenu secondaire. Une seule automitrailleuse est livrée le 4 juin 1937 et est testé par les chasseurs ardennais.
Ce résultat embarrassait cependant le gouvernement français puisqu'il mettait Renault sous pression afin d'accepter un nouvel arrangement. Au milieu des années 1930, l'usine Renault disposait des matériels nécessaires pour construire 75 chars ; elle en construit d'abord 50. Il a ensuite été accepté le 21 avril 1938 d'achever les 25 véhicules possibles restants, dont 9 sont livrés à la Belgique (en plus de celui déjà livré). La Belgique devait également recevoir cinq jeux de pièces de rechange et huit lots de plaques de blindage. Le nouveau contrat est signé le 15 juin et stipule que les chars seraient livrés avant le 31 juillet.

## Historique opérationnel

### Belgique

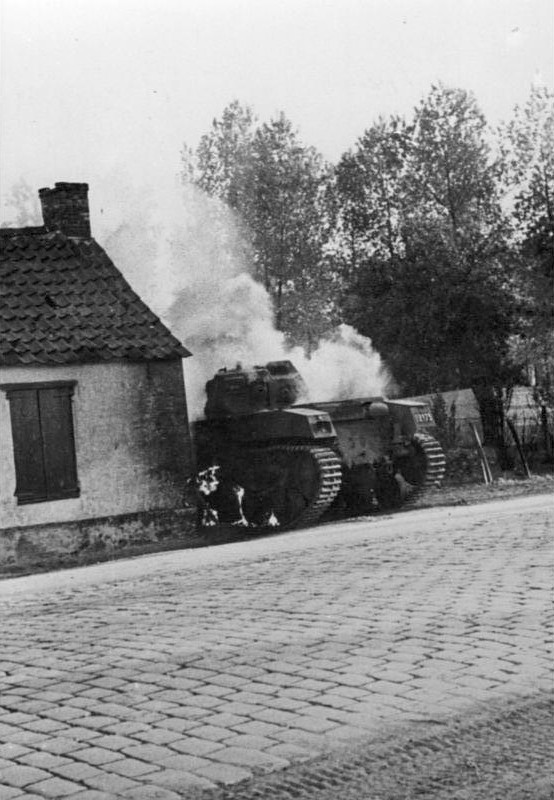
Un des véhicules belges immobilisés en mai 1940 et incendié pour les besoins du film de propagande Sieg im Westen.

Quand chacune des neuf coques est enfin arrivée en Belgique, on a bientôt découvert que l'usage de moteur, de transmission et de suspension était excessif. En janvier 1940 les deux chars qui étaient en plus mauvais état ont été sélectionnés pour le transport à l'arsenal d'Etterbeek, afin d'être cannibalisés et garder les autres en fonction ; l'un des deux a été employé pour la formation des conducteurs.
Les huit autres chars ont été concentrés dans l'Escadron d'Auto Blindés du Corps de Cavalerie qui a été créé le 1er septembre 1939 à Watermael-Boitsfort. Le terme de véhicule blindé lourd ou Zware Pantserwagen, a été employé pour éviter le terme politiquement sensible de char. L'unité s'est ensuite déplacée à Gand pour sa première formation, recevant plus de véhicules de Carels. Plus tard, elle s'est déplacée de nouveau à Bruxelles. L'escadron a eu trois pelotons : un peloton « personnel et services » et deux pelotons de quatre chars chacun. Le personnel était un mélange des soldats du 2e régiment de Lanciers et le premier régiment de Guides francophone, les deux unités partageant la même caserne (Caserne de Witte-De Haelen) à Etterbeek.  
Quand la guerre a éclaté le 10 mai, le char de formation des conducteurs a été uni aux sept autres pour rapporter à l'escadron à sa force de huit. Ceux-ci ont lutté contre les forces terrestres de l'Allemagne entre les 17 et 27 mai 1940. Quatre ont été détruits par des canons PAK de 37 mm en contre-attaquant, deux ont été décomposés[Quand ?] et deux ont été rendus à l'armée allemande le 28 mai 1940 quand l'armée belge a déposé ses armes.  
Le Musée royal de l'Armée et de l'Histoire militaire à Bruxelles montre une tourelle simple prise d'une des deux qui ont défendu l'entrée du port de Zeebrugge. La tourelle est propriété de la ville de Bruges qui l'a prêtée à ce musée pendant 99 ans.

### France

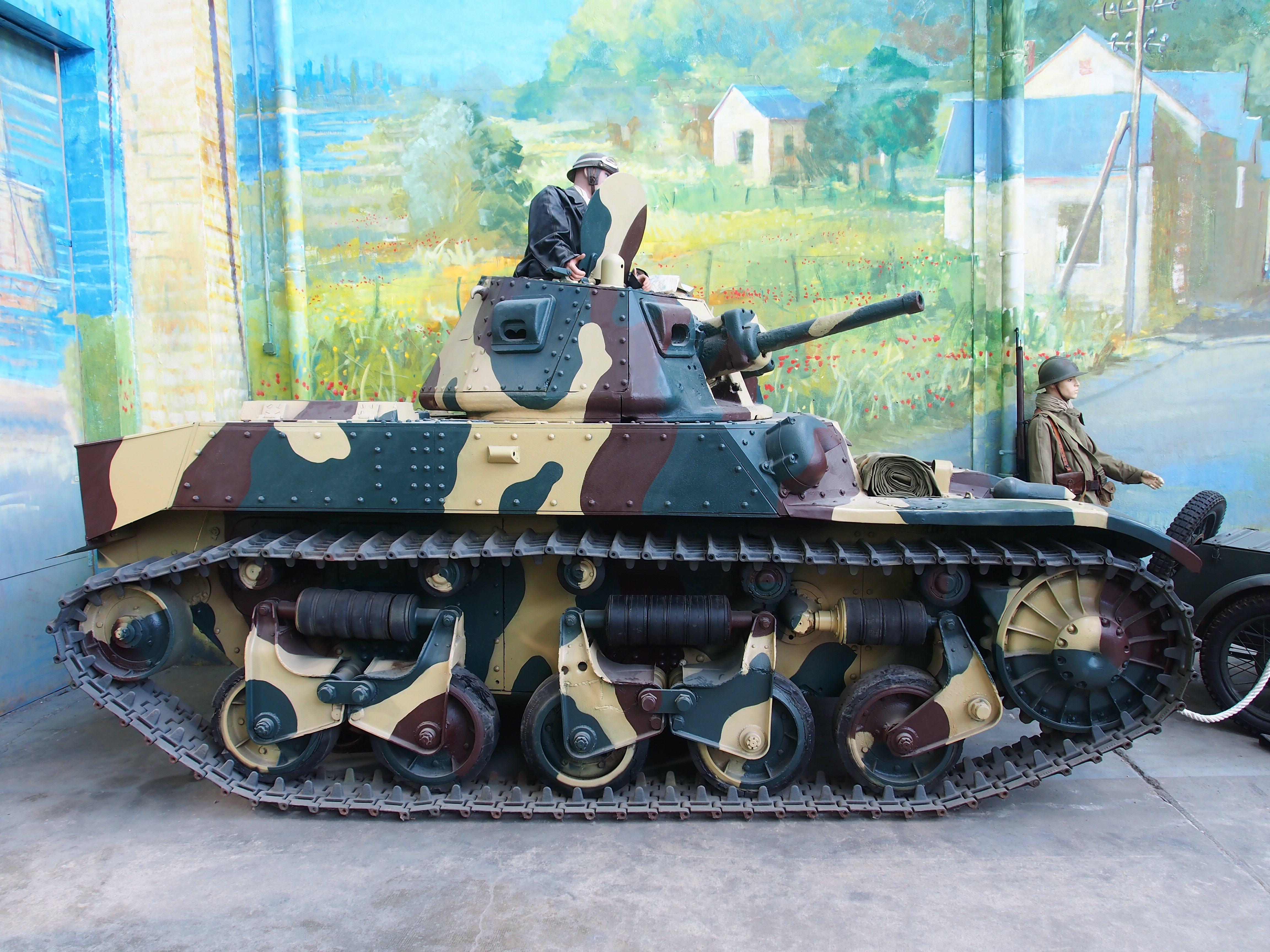
AMC 35 au musée des Blindés de Saumur.

Au début les chars français n'ont équipé aucune unité ; aucun équipage n'a été formé pour utiliser ce type de char. Après la percée allemande à Sedan, il a été décidé d'envoyer au front toute la réserve de matériel de char. Plusieurs unités ont été formées à la hâte. Douze premiers AMC 35 ont été employés pour équiper le 11e Groupement de Cavalerie; alors cinq Corps-francs motorisés ont été formés, chacun a été équipé de sept chars, mais seulement cinq AMC 35 pourraient d'abord être préparés pour eux ; sept autres ont été livrés plus tard. Les équipages ont rapporté que le matériel était peu fiable, et qu'ils ont extrêmement souffert de leur courte portée en terrain accidenté. Le CFM a livré une bataille retardatrice entre les rivières de la Seine et de la Loire.
Dans la littérature anglophone, l'AMC 35 est souvent dépeint comme une occasion manquée importante pour les Français qui auraient pu retourner la situation avec l'Allemagne. La tourelle pour deux hommes de l'AMC 35 était mieux adaptée aux exigences de la guerre de mouvement moderne. Toutefois, une telle tourelle n'était blindée qu'à 25 mm, alors que la tourelle monoplace du S35 était blindée à plus de 40 mm. 
Ce type de char peut cependant également être interprété comme un exemple des contraintes de conception de la France.
Une épave d'AMC 35 a été récupérée et restaurée au musée des blindés de Saumur, où elle est exposée depuis 2006.

### Allemagne
Des véhicules capturés par l'Allemagne pendant la chute de la France ont été employés par la Wehrmacht comme PzKpfw AMC 738 (f), pour la formation des conducteurs.

## Caractéristiques
L'AMC 35 a des dimensions à peu près identiques à celles de l'AMC 34. Cependant, la coque est plus longue, atteignant 4 572 mm, ce qui lui permet d'accueillir un moteur V-4 de 11,08 litres développant 180 chevaux, version raccourcie du moteur V-6 équipant le char B1. L'AMC 35 a cinq roues de route. La suspension utilisée est faite de ressorts horizontaux cylindriques en caoutchouc. N'atteignant que 42 km/h, le véhicule était plus lent que la vitesse exigée par le cahier des charges de la Commission de Vincennes. Un réservoir de carburant de 300 L lui permettait de parcourir environ 160 km. Il pouvait franchir un gué n'excédant pas 60 cm, et sa capacité de franchissement est de 2 m. Son blindage, en plaques de tôle rivetées et boulonnées, n'atteint que 25 mm, la protection offerte étant là encore en deçà de l'exigence figurant au cahier des charges.
Le prototype avait une tourelle APX2 pour deux hommes, avec le commandant-chargeur du côté gauche, et l'artilleur du côté droit. La tourelle est composée de deux pièces de métal moulé, soudées et rivetées ensemble.
La tourelle hébergeait initialement un canon antichar SA de type « région fortifiée » de 25 mm jumelé à une mitrailleuse de 7,5 mm Reibel. Les canons antichars de 25 ayant tous été livrés dans les ouvrages de la ligne Maginot, c'est finalement le canon de 47 mm SA 35 qui est mis en œuvre dans la tourelle. Le char emporte 120 obus pour le canon et 5 250 coups pour la mitrailleuse. La variante belge emporte un canon FRC de 47 mm.

## Variantes
Une caisse d'AMC 35 a été convertie en véhicule d'appui pour les unités de cavalerie. Nommé Renault ACG-2, il était équipé du même canon de 75 mm que le char B1 Bis[réf. nécessaire]. 
Un prototype de véhicule générateur de fumée fut transformé à partir de l'ACG2. Il était équipé de dix-neuf conteneurs, chacun avec 165 litres contenant un liquide produisant une fumée grâce à un compresseur[réf. nécessaire].

## Dans la culture populaire

### Jeux vidéo
- Le char est jouable dans War Thunder, classé comme un char léger français de rang I, avec une côte de bataille de 1.3.